# Візантійсько-болгарські війни
Візантійсько-болгарські війни (болг. Българо-византийски войни) — серія військових  зіткнень між Болгарією и Візантією за домінування на Балканському півострові.
Результатом боїв в 1018 році стала капітуляція болгарської цариці Марії. Після закінчення воєн Болгарія в протягом 170 років контролювалася візантійськими імператорами. Однак розгорілася війна проти візантійського панування, в результате якої було утворено Друге Болгарське царство.

## Значні битви
| Битва | Дата               | Болгарський воєначальник | Візантійський воєначальник                         | Переможці  |
| --- | ------------------ | ------------------------ | -------------------------------------------------- | ---------- |
| Битва при Онгале | 680                | Аспарух                  | Костянтин IV                                       | болгари    |
| Битва при Анхіало | 708                | Тервел                   | Юстиніан II                                        | болгари    |
| Битва при Маркелі | 756                | Винех                    | Костянтин V                                        | візантійці |
| Битва у Ришкійському проході | 759                | Винех                    | Костянтин V                                        | болгари    |
| Битва при Анхіало | 30 червня 763      | Телец                    | Костянтин V                                        | візантійці |
| Битва при Берзітії | Жовтень 774        | невідомо                 | невідомо                                           | візантійці |
| Битва при Маркелі | 792                | Кардам                   | Костянтин VI                                       | болгари    |
| Болгаро-візантійська війна (807—815) * Битва при Струме * Осада Сердики (809) * Битва при Вирбиському проході (26 липня 811) * Битва при Версінікії (22 липня 813) * Осада Адріанополя (813) * Осада Константинополя (813) * Битва при Буртодизосе * Болгаро-византийский договір (815) | 807—815            | Крум Омуртаг             | невідомо Никифор I Михаїл I Рангаве Лев V Вірменин | болгари    |
| Битва при Булгарофигоні | літо 896           | Симеон                   | невідомо                                           | болгари    |
| Битва при Ахелое | 20 серпня 917      | Симеон                   | Лев Фока                                           | болгари    |
| Битва при Катасирти | серпень 917        | Симеон                   | Лев Фока                                           | болгари    |
| Битва при Пиге | березень 922       | Феодор Сигрица           | Пофос Аргирос                                      | болгари    |
| Битва у Константинополя | 922                | невідомо                 | Сактикий                                           | болгари    |
| Битва біля Траянових воріт | 17 серпня 986      | Самуїл                   | Василій II                                         | болгари    |
| Битва при Фессалоніке | літо 996           | Самуїл                   | Григорій Тароніт                                   | болгари    |
| Битва при Сперхее | 16 липня 996       | Самуїл                   | Никифор Уран                                       | візантійці |
| Битва при Скопие | 1004               | Самуїл                   | Василій II                                         | візантійці |
| Битва при Крете | 1009               | Самуїл                   | Василій II                                         | візантійці |
| Битва при Фессалоніке | липень 1014        | Несторица                | Феофилакт Ботаніат                                 | візантійці |
| Битва при Клейдіоні | 29 липня 1014      | Самуїл                   | Василій II                                         | візантійці |
| Битва при Струміце | серпень 1014       | Гаврило Радомир          | Феофілакт Ботаніат                                 | болгари    |
| Битва при Битоле | осінь 1015         | Івац                     | Георгій Гоніціат                                   | болгари    |
| Битва при Сетіне | осінь 1017         | Іван Владислав           | Василій II                                         | візантійці |
| Битва при Диррахії | лютий 1018         | Іван Владислав           | Микита Пегоніт                                     | візантійці |
| Битва при Фессалоніке | 1040               | Петро II Делян           | Михайло IV                                         | болгари    |
| Битва при Фессалоніке | осінь 1040         | Алусіан                  | невідомо                                           | візантійці |
| Битва при Острово | 1041               | Петро II Делян           | Михайло IV                                         | візантійці |
| Осада Ловеча | весна 1190         | Невідомо                 | Ісаак II Ангел                                     | болгари    |
| Битва на Тревненскому перевалі | весна 1190         | Іван Асень I             | Ісаак II Ангел                                     | болгари    |
| Битва при Аркадіополе | 1194               | Іван Асен I              | Василий Ватаци                                     | болгари    |
| Битва при Серре | 1196               | Іван Асен I              | Ісаак                                              | болгари    |
| Осада Варни | 21—24 березня 1201 | Калоян                   | невідомо                                           | болгари    |
| Битва при Клокотниці | 9 березня 1230     | Іван Асен II             | Феодор Комнін                                      | болгари    |
| Битва при Адрианополі | 1254               | Михайло I Асен           | Феодор II Ласкаріс                                 | візантійці |
| Битва при Девіне | 17 липня 1279      | Івайло                   | Мурин                                              | болгари    |
| Битва при Скафіде | 1304               | Феодор Святослав         | Михаил IV                                          | болгари    |
| Битва при Русокастро | 18 липня 1332      | Іван Олександр           | Андронік III                                       | болгари    |